# Partido de la Razón
El Partido de la Razón (en alemán: Partei der Vernunft, PDV) es un partido político libertario en Alemania fundado en mayo de 2009 por Oliver Janich.
Las políticas del partido se basan en la Escuela Austriaca de Economía. Hace campaña por posiciones libertarias, incluyendo un estado mínimo y mercados libres. Apoya varias posiciones como no creer en el calentamiento global antropogénico.
En septiembre de 2013, el PDV, junto con partidos libertarios de España (Partido de las Libertades Individuales), Francia (Partido Liberal Democrático) y los Países Bajos (Partido Libertario) firmaron la Declaración y el Pacto de Utrecht de los Partidos Liberales y Libertarios Clásicos Europeos, estableciendo el Partido Europeo para las Libertades Individuales (EPIL).

## Resultados electorales y escaños
En 2011, el PDV participó en las elecciones locales en Baja Sajonia y recibió un escaño en el parlamento de Harsefeld, un escaño en el parlamento de la Samtgemeinde Harsefeld y otro escaño en el parlamento local de Bremervörde.
Su primera participación en elecciones estatales alemanas ocurrió en los comicios de Renania del Norte-Westfalia el 13 de mayo de 2012, pero no pudo obtener ningún escaño en el parlamento regional (Landtag).
Harald Ebert, miembro del ayuntamiento de Erding y exmiembro del Partido Democrático Liberal (FDP), se afilió al PDV en 2012.